# Newfield/Fiette
Newfield/Fiette es una localidad de Santa Lucía, que forma parte del distrito de Choiseul.